# EchoStar VI
EchoStar 1 è un ex satellite per telecomunicazioni statunitense, venduto successivamente ad una società di Bermuda e rinominato BermudaSat 1.

## Storia
Il satellite, con una massa di 3.478 Kg, è stato costruito da Space Systems/Loral per conto della compagnia statunitense EchoStar. Il lancio è stato effettuato il 14 luglio 2000 da Cape Canaveral con un razzo vettore Atlas, che ha collocato il satellite in orbita geostazionaria in posizione 73ª Ovest.
Nel 2013 EchoSat VI è stato venduto ad una consociata della compagnia SES con sede in Bermuda ed è stato rinominato BermudaSat 1. Dopo il passaggio di proprietà, il satellite è stato spostato in posizione 96,2ª Ovest per assicurare copertura a Bermuda e alla zona dei Caraibi.